# Vera Cruz (Rio Grande do Sul)
Vera Cruz is een gemeente in de Braziliaanse deelstaat Rio Grande do Sul. De gemeente telt 23.928 inwoners (schatting 2009).

## Aangrenzende gemeenten
De gemeente grenst aan Candelária, Rio Pardo, Santa Cruz do Sul, Sinimbu en Vale do Sol.